# Бріттані Браун
Бріттані Браун (англ. Brittany Brown, нар. 18 квітня 1995) — американська легкоатлетка, яка спеціалузіється в спринтерських дисциплінах.
На чемпіонаті світу-2019 виборола «срібло» у бігу на 200 метрів, встановивши у фіналі особистий рекорд (22,22).